# جیکوب فاگت
جیکوب فاگت (انگلیسی: Jacob Faggot; ۱۳ مارس ۱۶۹۹ – ۲۸ فوریهٔ ۱۷۷۷) سیاستمدار، و مهندس اهل سوئد بود. 

## زندگی و حرفه
فاگت در دانشگاه اوپسالا تحصیل کرد و بعدها به عنوان معلم خصوصی رهبر سیاسی سوئد نیلز روترهولم مشغول به کار شد.
از سال ۱۷۲۷ به بعد، او در لانتمتریت (دفتر نقشه‌برداری) به عنوان نقشه‌بردار و معلم هندسه کار کرد. او در سال ۱۷۴۷ مدیر آن شد. به ابتکار او، سوئد اولین محدوده‌بندی خود را چاپ کرد. علاقه او به اصلاح کشاورزی سوئد او را به اجرای «استورشیفتت» (بازتقسیم بزرگ)، اصلاحات ارضی برای بهبود تولید کشاورزی، مشابه مدل بریتانیایی، که در سال ۱۷۴۹ آغاز شد، سوق داد. او در نقشه‌برداری فنلاند مشارکت داشت و رهبری اجرای جدایی را در فنلاند و اسکونه بر عهده داشت.
از سال ۱۷۳۳ تا ۱۷۳۹، فاگت در «Tabellkommissionen» (کمیسیون تنظیم اوزان و مقیاس‌ها) خدمت کرد. او بعداً به عنوان عضوی از کمیسیون نظارت و بهبود طرح‌های جنگل‌داری خدمت کرد.
او در سال ۱۷۳۹ به عضویت بنیانگذار فرهنگستان علوم پادشاهی سوئد درآمد و از سال ۱۷۴۱ تا ۱۷۴۴ و دوباره از سال ۱۷۵۷ تا ۱۷۶۰ به عنوان دبیر آن خدمت کرد. او از این سازمان به دلیل استفاده از لاتین به جای سوئدی انتقاد کرد، که منجر به تأسیس گروه جدا شده «Tungomålsgillet» (انجمن زبان) توسط او شد. به دلیل مخالفت آکادمی علوم، او نتوانست منشور سلطنتی را برای این سازمان دریافت کند.
فاگت در سال ۱۷۴۹، پس از اینکه مدیر دفتر نقشه‌برداری شد، در ایجاد اولین سرشماری در سوئد کمک کرد. در اواخر عمر، او در مورد مباحث کشاورزی مطالبی منتشر کرد. کار او در تحقیق در مورد شجره‌نامه‌ها از طریق «hemmansklyvning» (تقسیم زمین‌های موروثی خانوادگی) منجر به افزایش علاقه به مطالعات جمعیتی و تاریخ محلی شد.
در سال ۱۷۳۰، فاگت با الیزابت ارنستروم ازدواج کرد؛ این زوج صاحب پنج فرزند شدند.
آکادمی سلطنتی علوم سوئد پس از مرگ او در سال ۱۷۷۸ مدالی به فاگت اهدا کرد.

## کتابشناسی منتخب
- Historien om svenska landtmäteriet och geographie ("تاریخچه دفتر نقشه‌برداری سوئد و جغرافی‌دانان")
- Svenska landtbrukets barrier ock hjälp ("موانع و کمک‌های کشاورزی سوئد")